# Think for Yourself
Pistes de Rubber Soul
Nowhere Man
(4) The Word
(6)
Think for Yourself est une chanson des Beatles composée par George Harrison et parue sur leur album Rubber Soul en 1965. Il s'agit de sa première composition aux tonalités contestataires, contenant les germes de chansons plus virulentes comme Taxman, mais aussi les prémices de chansons relatives à sa spiritualité, comme Within You Without You.
Enregistrée en une prise le 8 novembre 1965, la chanson se distingue par le son caractéristique de la fuzz box utilisée par Paul McCartney pour modifier le son de son jeu de basse. Elle est par la suite utilisée sur la bande originale du film Yellow Submarine en 1968, et apparaît en 1976 sur la première compilation de l’œuvre de Harrison.

## Historique

### Composition et enregistrement
Think for Yourself est la première chanson engagée et contestataire de George Harrison. Le texte est probablement inspiré par les chansons de Bob Dylan, bien que Simon Leng note que le vers qui introduit la chanson (« J'ai un mot ou deux à te dire à propos des choses que tu fais ») « tient plus de l'instituteur que du poète ». La chanson porte cependant en elle les prémices de chansons plus virulentes comme Taxman et Piggies. Le texte s'adresse à une personne à qui le chanteur reproche ses mensonges. Il lui conseille de « penser par elle-même » et de changer avant qu'il ne soit trop tard. Difficile de dire à qui Harrison s'adresse, cependant. Dans son autobiographie I, Me, Mine, en 1980, il avoue ne plus s'en souvenir, avant d'ajouter « probablement au gouvernement ». La chanson contient également quelques aspects de la spiritualité que Harrison développe quelque temps plus tard dans des chansons comme Within You Without You.

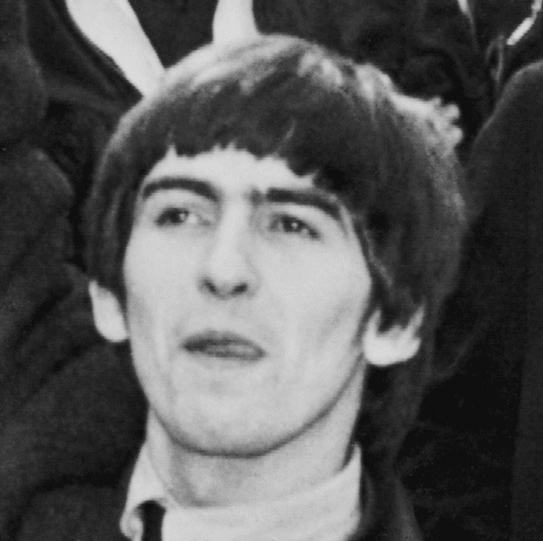
Think for Yourself est la première chanson contestataire de George Harrison.

D'un point de vue musical, le musicologue Alan Pollack trouve la chanson « extrêmement ambitieuse dans le choix de ses accords et progressions ». Cela n'empêche pas la chanson d'être enregistrée très rapidement (une seule prise est nécessaire) le 8 novembre 1965, en même temps qu'un des disques de Noël produits par le groupe pour ses fans. Des overdubs de piano électrique et de percussions sont tout de même ajoutés. Paul McCartney double également sa partie de basse en faisant passer le son à travers une fuzz box. Harrison explique : « Sur Think for Yourself, Paul a utilisé une fuzz box sur la basse. Quand Phil Spector a fait Zip A Dee Doo Dah, le technicien qui avait préparé la séance avait mis le micro du guitariste en surcharge et le son était très distordu. Phil Spector a dit « Laissez comme ça, c'est super ». Quelques années plus tard, tout le monde a essayé d'imiter ce son et on a inventé la fuzz box. On en a eu une, on l'a essayée sur la basse et ça sonnait vraiment bien ».
Les mixages mono et stéréo sont réalisés par George Martin, Norman Smith et Jerry Boys dès le lendemain.

### Parution et reprises
Think for Yourself paraît le 3 décembre 1965 en cinquième position sur l'édition britannique de Rubber Soul, qui connaît un grand succès critique et commercial. Elle est également présente sur l'édition américaine de l'album, sortie trois jours plus tard ; cette fois ci en quatrième position sur le disque. En 1968, la chanson est réutilisée pour le dessin animé Yellow Submarine, de même que quelques bribes de conversation enregistrés durant ses répétitions. Cela lui vaut de faire partie des chansons remastérisées en 1999 pour figurer sur l'album Yellow Submarine Songtrack. Elle apparaît également, au grand dam de son auteur, sur The Best of George Harrison en 1976. Harrison jugeait en effet insultant que sa maison de disques se soit sentie obligée de compléter une compilation reflétant son œuvre en solo par des chansons jouées avec les Beatles.
Cette chanson est classée 75e parmi les 100 meilleures chansons des Beatles par le magazine Rolling Stone. En dépit de cela, elle n'a fait l'objet que de quelques reprises assez anecdotiques.
Elle a fait l'objet de quelques reprises, dont celle de Finley Quaye (Spiritualized).

## Fiche technique

### Interprètes
- George Harrison : chant, guitare solo
- John Lennon : chœurs, guitare rythmique, piano électrique
- Paul McCartney : chœurs, basse fuzz
- Ringo Starr : batterie, percussions

### Équipe technique
- George Martin : producteur
- Norman Smith : ingénieur du son
- Ken Scott : ingénieur du son
- Jerry Boys : ingénieur du son